# James Conte
James D. "Jim" Conte (1 de janeiro de 1959 − 16 de outubro de 2012) foi um republicano da Assembleia do Estado de Nova York por Huntington Station.